# Радянська законність
Радя́нська «зако́нність» — формально, у «теорії радянського права» — «строге і неухильне виконання законів і підзаконних нормативних актів усіма суб'єктами радянського права — державними організаціями, посадовими особами та громадянами». Таке тлумачення законності було головним в радянській юридичній літературі і з деякими змінами зберігалося до нашого часу. Під правом у радянській державі розуміли зведену у закон волю панівних класів.
У реальності радянська правова система характеризувалася невідповідністю між офіційно встановленим законодавством, проголошеним радянською пропагандою дотриманням радянських законів — та фактичним дотриманням цього законодавства органами радянської влади та юстиції на практиці.

## Історія
У початковий історичний період СРСР (держава диктатури пролетаріату) неухильне застосування законів нерідко підмінялося так званими «революційною свідомістю» та «революційною доцільністю» (В. І. Ленін). Навіть засновник радянської держави Ленін, який вчився на юридичному факультеті та який згідно з радянською історіографією мав юридичну освіту, тобто був юристом, вважав, що на зміну старому експлуататорському ладу приходить влада трудящих — диктатура пролетаріату, яка не опирається на закони:

| “Диктатура означает — примите это раз навсегда к сведению, господа кадеты, — неограниченную, опирающуюся на силу, а не на закон, власть”. |
| |

| “Неограниченная, внезаконная, опирающаяся на силу, в самом прямом смысле слова, власть — это и есть диктатура”. |
| |

| “Научное понятие диктатуры означает не что иное, как ничем не ограниченную, никакими законами, никакими абсолютно правилами не стесненную, непосредственно на насилие опирающуюся власть” . |
| |

У перші роки становлення радянської влади більшовики відмінили закони царської Росії та натомість ще не встигли прийняти нових законів.
Під час червоного терору, організованого Леніним та його комуністичними соратниками, більшовики найчастіше без дотримання будь-яких норм та юридичних процедур масово, по-звірячому мордували зовсім ні в чому невинних людей. Сам Ленін закликав чинити самосуд над ворогами радянської влади та до масових вбивств заможних селян.
Радянська правова система і надалі, особливо в час правління Сталіна, характеризувалася невідповідністю між офіційно встановленим законодавством та практичним дотриманням цього законодавства органами радянської влади. Стан дотримання радянської законності гарно характеризує навіть сам факт невиконання органами радянської влади норм тогочасної радянської конституції, яку навіть прибічники радянщини оцінюють як найдемократичнішу конституцію того історичного часу, яка була прийнята 1936 р. в тоталітарній радянській державі. Насправді Конституція СРСР 1936 року була прийнята з пропагандистською метою показувати власному народу та зовнішньому світу проголошені демократичні права та свободи радянських громадян, які фактично не виконувалися на практиці.
З 1931 р. в практику ввійшло прийняття спільних постанов РНК СРСР і ВКП (б), що було абсолютно неправовою дією, так як комуністична партія, відповідно до Конституції, не мала таких повноважень.
Радянські органи та їхні представники порушували закони СРСР, що найяскравіше проявилося в державних актах, які йшли в розріз з статтями радянської конституції. Всупереч положенням 125 статті Конституції СРСР 1936 про свободу слова, громадянин за найменшу критику влади міг отримати вирок у вигляді довгого терміну ув'язнення або розстрілу; масштабного розвитку в сталінський період набули політичні репресії. Разом з тим, збори та мітинги громадян проводилися лише з ініціативи влади та під її опікою хоча право на них гарантувалося основним законом. Попри формальне забезпечення конституцією таємниці листування, в системі органів держбезпеки діяв відділ перлюстрації кореспонденції, працівники котрого регулярно без будь-яких санкцій прокуратури чи суду займалися перечитуванням листів підозрілих громадян, частину листів конфісковували. Проголошувана 124-ю статтею конституції СРСР свобода відправлення релігійних культів порушувалася радянською практикою утисків прав віруючих та служителів релігійних культів разом з частими випадками конфіскації та нищення культового майна радянською владою; всупереч проголошеному на словах радянському законодавству, радянський режим чинив проти служителів культів та віруючих антирелігійний терор.
Порушуючи норму Конституції СРСР 1936 р. про реалізацію судової влади виключно судом, радянський режим в сталінський період для винесення вироків громадянам широко використовував позасудові органи — утворена вищими державними та партійними органами Особлива нарада НКВС та трійки НКВС. Порушуючи вимоги основного закону та кримінально-процесуального кодексу, розслідування кримінальних справ та судочинство часто провадилося за спрощеною схемою, що своєю чергою, як пізніше виявилося, призвело до великої кількості незаконно засуджених громадян, що найяскравіше проявилося впродовж періоду великого терору. Проводячи, як правило, заочний розгляд кримінальних справ без участі обвинуваченого та його захисника, радянська влада в особі трійок НКВС порушувала вимоги 111-ї статті сталінської конституції, норми котрої вимагали без винятків відкритий судовий розгляд справ в судах з забезпеченням обвинуваченому права на захист. Загалом, завдання трійок НКВС, як і Особливої наради НКВС, часто зводилося до затвердження вироків громадянам, котрі вже раніше фактично були винесені рішеннями державних та партійних органів, подібно як у випадку з репресіями кримінальних злочинців та інших антирадянських елементів відповідно наказу НКВС 00447. За цим наказом всупереч 127-й статті Конституції СРСР 1936 р. громадян заарештовували без санкції прокурора чи постанови суду. Впродовж десятиліть Особлива нарада НКВС, не даючи можливості обвинуваченому захистити себе, заочно розглядала відкриті проти радянських громадян кримінальні справи, чим грубо порушувала вимоги Конституції СРСР та кримінально-процесуального кодексу щодо відкритого судового розгляду кримінальних справ.
Всупереч нормі 111-ї статті Конституції СРСР 1936 р., закритий розгляд кримінальних справ, який стосувався лише злочинів, пов'язаних з терористичними актами та терористичними організаціями проти працівників радянської влади, був встановлений постановою ЦВК та РНК СРСР від 1 грудня 1934 року та злочинів, пов'язаних з диверсіями і шкідництвом, — постановою ЦВК СРСР від 14 вересня 1937 року. Однак, як і раніше, всупереч вимогам Конституції СРСР 1936 та кримінально-процесуального законодавства, закрита форма розгляду кримінальних справ продовжувала застосовуватися і до різних інших категорій правопорушень, визначених тогочасним Кримінальним кодексом СРСР.
Порушення власних законів органами радянської влади, що в тогочасному правовому полі радянського законодавства спричинилося до протизаконного існування та функціонування Особливої наради та трійок НКВС, показово характеризує радянську законність сталінського періоду. Загалом радянська законність проявлялася в непослідовності, суперечності застосування радянських законів та частими випадками порушення їх самими представниками радянської влади. Непослідовність та конфліктність практики застосування радянського законодавства найяскравіше ілюструється процесами застосування радянського законодавства після періоду великого терору, коли частину службовців НКВС звинуватили в організації репресій в 1937—1938 рр. та водночас реабілітували деяку невелику кількість незаконно репресованих, але, тим не менш, така ж сама чи подібна протизаконна практика, як впродовж великого терору, надалі, щоправда в менших обсягах, застосовувалася радянською владою в ході репресій власних громадян.
Хоч Політбюро ВКП(б) рішенням № П65/116 от 17 листопада 1938 року визнав шкідливим застосування спрощеного порядку слідства та арештів без належних санкцій прокурора чи постанови суду відповідно наказу НКВС 00447, така чи подібна практика слідства надалі продовжувала використовуватися радянськими правоохоронними органами у процесі слідства та розгляду кримінальних справ.
З дозволу ЦК ВКП(б) НКВС застосовував катування під час слідства всупереч забороні цього методу тогочасним кримінально-процесуальним законодавством. Сталін шифротелеграмою 10 січня 1939 р. дав вказівку нижчестоячим партійним органам не протидіяти НКВС використовувати фізичний вплив до громадян:

| «ЦК ВКП(б) разъясняет, что применение физического воздействия в практике НКВД было допущено с 1937 г. с разрешения ЦК ВКП(б)… Известно, что все буржуазные разведки применяют физическое воздействие в отношении представителей социалистического пролетариата и притом применяют его в самих безобразных формах. Спрашивается, почему социалистическая разведка должна быть более гуманна в отношении заядлых агентов буржуазии, заклятых врагов рабочего класса и колхозников? ЦК ВКП(б) считает, что метод физического воздействия должен обязательно применяться и впредь, в виде исключения, в отношении явных и неразоружающихся врагов народа как совершенно правильный и целесообразный метод» |
| |

Сталін, як перша керівна особа радянської держави, в шифротелеграмі навіть словом не обмовився, наскільки відповідає фізичний вплив на людей, які попали в НКВС, тогочасному законодавству. Фактично ЦК ВКП(б), як партійний орган, з невизначеними законодавством владними повноваженнями, але з фактичною владою в руках, всупереч Кримінально-процесуальному кодексу СРСР, норми якого не допускали та забороняли фізичну дію щодо підозрюваних, дозволив НКВС використовувати насильство над громадянами, що своєю чергою дуже гарно демонструє цинічне ставлення вищого партійного керівництва до власних радянських законів. Використання тортур радянськими спецслужбами щодо громадян підтвержується архівними документами та спогадами репресованих.
Найвищі керівні органи радянської держави приймали відверто злочинні рішення, скеровані проти зовсім мирних, беззахисних людей. Політбюро ВКП(б) — вищий керівний орган комуністичної партії більшовиків СРСР — 5 березня 1940 року ухвалив рішення вбити шляхом розстрілу понад 21,000 польських військовополонених та польської інтелігенції. В історичній літературі даний епізод злочину радянського режиму відомий як катинський розстріл.
У перші місяці Німецько-радянської війни 1941—1945 р. НКВС без належного окремого слідства та суду, яке вимагалося згідно з тогочасним радянським законодавством, розстріляло десятки тисяч в'язнів, котрі ще раніше були під слідством або відбували строки по різним статтям Кримінального кодексу СРСР. Масові розстріли в'язнів НКВС найчастіше відбувалися в окупованих СРСР 1939 р. східних територіях Польщі, трохи менше в Прибалтійських республіках та деяких інших місцях СРСР, як в тюрмі НКВС міста Орла, перед швидким наступом німецьких військ. Рішення розстріляти в'язнів тюрем приймало переважно керівництво НКВС різних рівнів. Деякі працівники НКВС пізніше були притягнені до відповідальності за самовільний розстріл засуджених.
Державний комітет оборони, як найвищий державний орган влади під час війни, всупереч чинному законодавству прийняв 6 вересня 1941 року постанову за підписом Сталіна розстріляти 170 раніше засуджених тюрми НКВС міста Орла. Через два дні військова колегія Верховного суду СРСР, отримавши дану постанову ДКО та список арештованих, без належного слідства та судового вияснення обставин, чим порушила радянське законодавство, формально оформила розстріл вироком.
Рада народних комісарів та Державний комітет оборони, приймаючи державні акти щодо колективної відповідальності у вигляді репресій до цілих народів, депортовували їхніх представників у віддалені райони СРСР при тому, що відповідно до діючого радянського законодавства тільки суд після належного розслідування та встановлення вини окремо для кожної людини мав право приймати рішення про депортацію, як засіб карного покарання. Радянська влада, депортовуючи окремі народи у віддалені райони СРСР, також порушувала норми радянського законодавстава та зокрема 123-тю статтю Конституції СРСР щодо національної рівноправності громадян. Уповноважені радянської влади, силоміць проникаючи в житло громадян під час депортації, порушували 128-му статтю Конституції СРСР щодо недоторканості житла громадян СРСР, арештовувуючи громадян в процесі депортації, порушували 127-му статтю Конституції СРСР щодо недоторканості особи. Під час депортації радянська влада всупереч чинному законодавству вчиняла примусові дії щодо особистого майна громадян.
Радянська влада в особі НКВС організовувала та здійснювала терористичні акти — замовлені вищим радянським керівництвом вбивства неугодних радянському режиму політиків та громадських діячів. Так, офіцер НКВС Павло Судоплатов за вказівкою найвищого радянського керівництва організував та особисто взяв участь у політичних вбивствах: опонента Сталіна, комуністичного політика Лева Троцького; українського комуністичного діяча Олександра Шумського та єпископа Мукачівської греко-католицької єпархії Теодора Ромжі, лідера українських націоналістів Євгена Коновальця. З метою вчинення політичних вбивств в системі радянського НКВС функціонувала спеціальна лабораторія, в якій розроблялись сильнодіючі отрути, що згодом використовувались проти політичних опонентів. Вищенаведені злочини радянського керівництва підпадали під дію відповідних статей тогочасного Кримінального кодексу СРСР, що забороняли та карали злочини вбивства. Проте радянською прокуратурою чи іншими правоохоронними органами зовсім не приймалися спроби розслідувати всі ці злочини, що може свідчити лише про загальну змову всіх радянських органів влади порушувати радянські закони, коли вони стояли на перешкоді реалізації радянською владою певних політичних цілей. Вбивством лідера українських націоналістів Євгена Коновальця, вище керівництво СРСР, як замовник вбивства, та агент НКВС Павло Судоплатов, як його безпосередній виконавець, також порушили кримінальне законодавство країни Голландії.
Після війни НКВС створило для боротьби з підпіллям ОУН та УПА непередбачені законодавством спецгрупи НКВС, які також вчиняли злочини проти мирного населення (Див. Злочини спецгруп НКВС).
Спланована конфіскація урожаю зернових та усіх інших продуктів харчування у селян представниками радянської влади впродовж Голодомору 1932—1933 років безпосередньо призвела до вбивства селян голодом у мільйонних масштабах, при цьому радянська влада зберігала значні запаси зерна в резервах та здійснювала його експорт за кордон під час Голодомору, забороняла та блокувала виїзд голодуючих поза межі України, відмовлялася приймати допомогу для голодуючих з-за кордону. Попри те, що злочинні дії представників сталінської влади, що спричинили смерть людей голодом, кваліфікувалися згідно з нормами тогочасного радянського кримінального законодавства як вбивство, причини цього масового злочину ніколи в СРСР не розслідувалися та ніхто з можновладців, причетних до злочину, не поніс покарання при тому, що навіть найвище керівництво СРСР, включаючи Сталіна, знало про факти загибелі людей від голоду. Впродовж десятиліть масове вбивство людей штучним голодом не лише навмисно замовчувалося радянською владою, але й взагалі заборонялося про нього будь-де згадувати. У порівнянні, Голод на Поволжі 1921—1922 роках та голод під час блокади Ленінграду в роки Другої світової війни висвітлювались в радянських засобах масової інформації та історичній літературі. Бездіяльність радянської прокуратури та інших органів влади стосовно факту злочину масового вбивства людей штучним голодом яскраво демонструє дійсний, а не декларований,— на словах чи на папері,— стан реалізації «радянської законності» у тоталітарній радянській державі.
Радянська влада всупереч тогочасному чинному законодавству силою заганяла селян в колгоспи. Колгоспи створювалися найчастіше силоміць, проти волі селянства в процесі здійснення політики Колективізації в СРСР, хоча відповідно до тогочасного законодавства вступ до колгоспу був добровільним.
Органи радянської влади продовжували порушувати, хоч менш інтенсивно та у менших обсягах, радянські закони, включаючи статті основного закону — Конституцію СРСР, і у післясталінський період. Наприклад, у травні 1961 Львівський обласний суд засудив дисидента Левка Лук'яненка до розстрілу за ст. 56 ч. 1 і 64 КК УРСР за те, що він «з 1957 виношував ідею відриву УРСР від СРСР, підривав авторитет КПРС, зводив наклепи на теорію марксизму-ленінізму». Через 72 доби Верховний Суд замінив розстріл 15-ма р. позбавлення волі. Співучасники Левка Лук'яненка дістали строки від 10 до 15 р. позбавлення волі. Це при цьому, що 17-ю та 125-ю статтями радянської конституції відповідно було проголошено право виходу кожної союзної республіки з СРСР та свободу слова для кожного громадянина. За подібними звинуваченнями всупереч чинному радянському законодавству радянська влада притягувала до кримінальної відповідальності також інших представників дисидентського руху. Не зважаючи на те, що у післясталінський період Конституція СРСР гарантувала свободу слова, в кримінальному законодавстві СРСР існували статті, відповідно до яких радянська влада репресовувала людей за критику радянської системи та дійсності. Зокрема, в радянському кримінальному законодавстві існувала 62-га стаття Кримінального кодексу УРСР з назвою «антирадянська агітація та пропаганда», яка суперечила Конституції УРСР та Конституції СРСР, але використовувалася радянською владою для переслідування людей за критику радянської держави. Так, радянська влада, застосовуючи 62-гу статтю Кримінального кодексу УРСР, арештувала і засудила у 1977 році членів засновників Української Гельсінської групи, незважаючи на цілковиту законність її діяльності.
Декларована та гарантована радянським законодавством національна рівноправність порушувалася радянською владою шляхом надання превілегійованого статусу російській мові та здійсненням політики русифікації України.
Хоча Конституцією СРСР, загальними словами, закріплювалася керівна та спрямовуюча роль компартії, правотворча роль партійних органів в СРСР безпосередньо та прямо законодавством не допускалась. Водночас Комуністична партія СРСР, як і вищі державні органи, брала активну участь у створенні законодавства та проведенні підзаконних, виконавчо-розпорядчих актів. Державна система в СРСР характеризувалася нерегламентованим зрощенням державних та партійних органів, їхньою взаємною участю в законотворчому процесі та видачі і реалізації підзаконних актів управління в різних сферах державного життя.
Радянська законність характеризувалася ситуацією, коли з одної сторони, органи радянської влади для досягнення певних злочинних політичних цілей порушували власні закони, а з іншої сторони, щоб не ввергнути країну у тотальний хаос, змушені були частково реалізовувати проголошене з пропагандистською метою на папері радянське законодавство.
Демонструючи з пропагандистською метою свою зовнішню привабливість для власних громадян та міжнародних чинників, тоталітарна радянська держава проголошувала власний демократизм і відповідно приймала демократичні закони, які водночас вимушена була порушувати з метою досягнення власних злочинних політичних цілей (як, наприклад, фізичне усунення неблагонадійних), досягнення котрих суперечили радянським законам. Політичні цілі радянського керівництва неможливо було зреалізувати в рамках проголошеного радянського законодавства, що часто тільки «на словах», а не повсякденною практикою, втілювало життєві потреби кожного радянського громадянина.
Десятилітня практика порушення власних радянських законів органами тоталітарної радянської влади виховувала громадян у дусі правового нігілізму, що істотно негативно вплинуло на становлення та розвиток демократичних суспільств і держав, які виникли після розвалу СРСР.